# Mijailo Boichuk
Mijailo Boichuk, en ucraniano: Миха́йло Льво́вич Бойчу́к  (Romanivka, 30 de octubre de 1882-Kiev, 13 de julio de 1937) fue un pintor ucraniano, más conocido como muralista. Se le considera un representante de la generación del Renacimiento fusilado y el fundador del boichukismo.

## Biografía
Boichuk nació en Romanivka, en ese momento en el Imperio austrohúngaro y actualmente en Óblast de Ternópil, en Ucrania. Estudió pintura con Yulian Pankevych en Leópolis, y posteriormente en Cracovia, donde se graduó en la Academia de Bellas Artes en 1905. También estudió en academias de bellas artes en Viena y Múnich. En 1905 exhibió su trabajo en la Galería Latour en Leópolis y en 1907 su trabajo se exhibió en Múnich. Entre 1907 y 1910 vivió en París donde, en 1909, fundó su propio taller-escuela. Durante este período, trabajó y fue influenciado por Félix Vallotton, Paul Sérusier y Maurice Denis. Realizó una exposición en el Salon des Indépendants, en 1910, presentando sus trabajos y los de sus alumnos sobre el renacimiento del arte bizantino. El grupo de artistas ucranianos que estudiaron y trabajaron con él se conocía como boichukistas. En 1910, Boichuk regresó a Leópolis, donde trabajó como conservador en el Museo Nacional. En 1911 viajó al Imperio Ruso, pero, después de que comenzara la Primera Guerra Mundial, fue internado como ciudadano austríaco. Después de la guerra, Boichuk permaneció en Kiev.
En 1917 se convirtió en uno de los fundadores de la Academia Estatal de Artes de Ucrania, donde enseñaba frescos y mosaicos, y en 1920 fue el rector. En 1925, cofundó la Asociación de Arte Revolucionario de Ucrania. En ese momento, estaba realizando una serie de murales monumentales de alto perfil y formó una escuela de pintores de murales que existió hasta su muerte. La escuela incluía a artistas de renombre, como su hermano Timofi Boichuk e Ivan Padalka.
Debido a la Gran Purga, se disolvió la Asociación de Arte Revolucionario de Ucrania y se ejecutó a Boichuk. Su esposa, Sofiia Nalepinska, también artista, fue ejecutada varios meses después de Boichuk.

## Obra
Muchas de las obras de Boichuk, que consistían principalmente en frescos y mosaicos, fueron destruidas después de su ejecución. Incluso sus pinturas, que se conservaban en los museos de Leópolis, fueron destruidas después de la Segunda Guerra Mundial. Los principales proyectos realizados o coordinados por Boichuk y su escuela eran importantes contribuciones al arte ucraniano y mundial. Su escuela incluía artistas como su hermano Timofi Boichuk, Ivan Padalka, Vasil Sedliar, Sofia Nalepinska, Mikola Kasperovich, Oksana Pavlenko, Antonina Ivanova, Mikola Rokitsky, Katerina Borodina, Oleksandr Mizin, Kirilo Hvozdik, Pavlo Ivanchenko, Serhi Kolos, Ojrim Kravchenko, Hrihori Dovzhenko, Onufri Biziukov, Maria Kotliarevska, Ivan Lipkivsky, Vira Bura-Matsapura, Yaroslava Muzika, Oleksandr Ruban, Olena Sajnovska, Manuil Shejtman, Maria Trubetska, Kostiantin Yeleva y Maria Yunak.
Inmediatamente después de la Revolución de Octubre de 1917, Boichuk y un grupo de estudiantes bajo de su dirección hicieron frescos para el Teatro de Ópera y Ballet de Kiev (1919), el Teatro de la Ópera de Járkov (1921), el pabellón de la República Socialista Soviética de Ucrania en la Primera exposición de agricultura e industria casera de toda Rusia en Moscú y el Instituto Cooperativo de Kiev (1923). Más tarde cambió estilísticamente al realismo socialista, en el que las principales obras de su grupo fueron el Sanatorio Campesino en Odesa (1927–28) y el Teatro Dramático Ucraniano Chervonozavodskyi de Járkov (1933–35).
Algunas de las obras de arte de Boichuk se almacenan en el Museo Nacional de Arte de Ucrania.

## Pintura seleccionadas

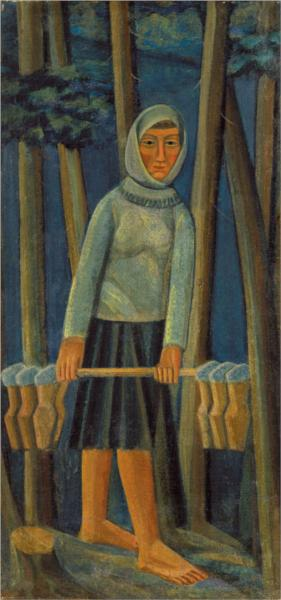
Lechera
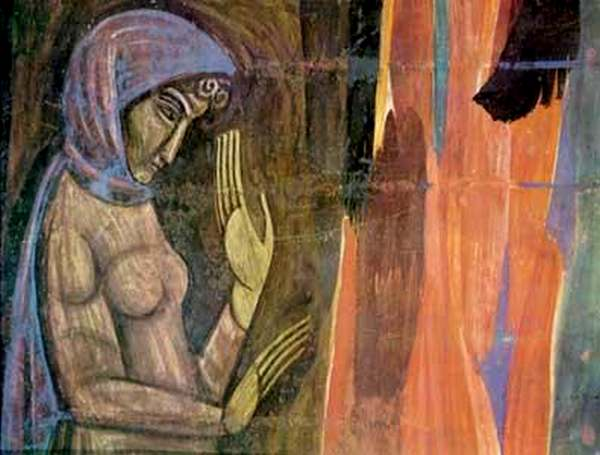
Una mujer
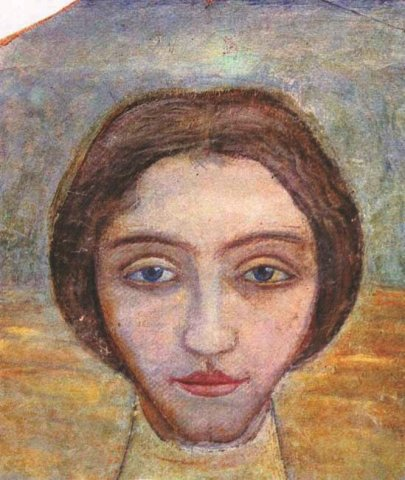
Retrato de una mujer
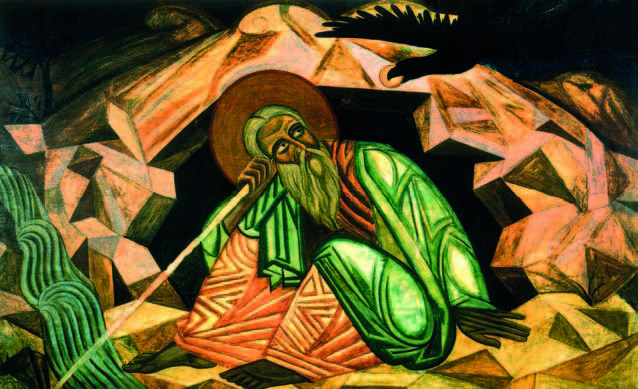
El profeta Elías